# Prima Repubblica (Italia)

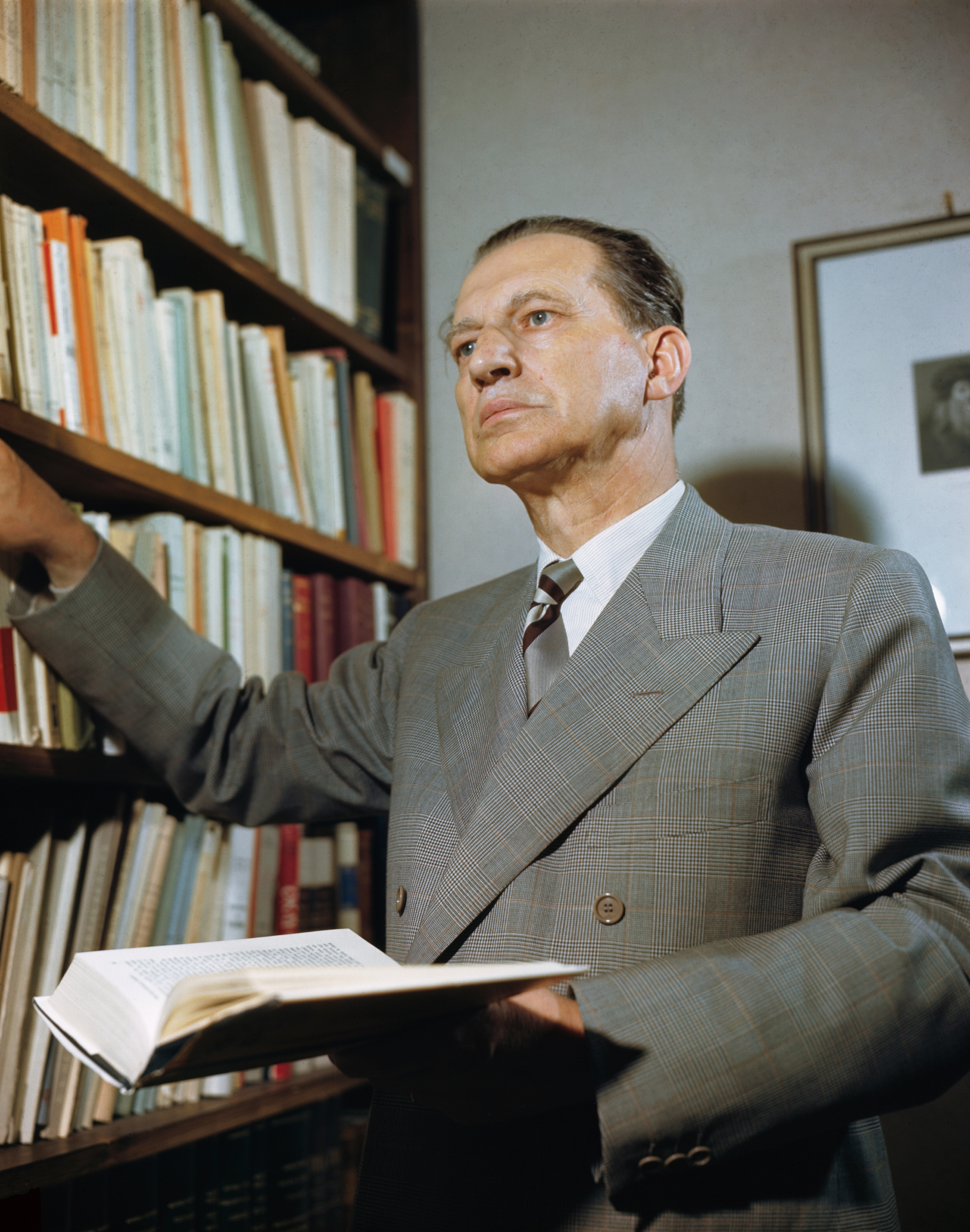
Alcide De Gasperi, primo presidente del Consiglio dei ministri della Repubblica Italiana

Prima Repubblica è un'espressione mediatica italiana che si riferisce al sistema politico della Repubblica Italiana vigente tra il 1946 e il 1994, in contrapposizione a quello della Seconda Repubblica in cui avvenne un radicale mutamento partitico.

## Storia

### Il secondo dopoguerra ed il miracolo economico
Il 2 giugno 1946 fu indetto un referendum tra monarchia e repubblica: 12 717 923 cittadini votarono per la repubblica e 10 719 284 cittadini votarono la monarchia. Inoltre si tennero le elezioni dell'assemblea costituente: nella costituzione si trovò un compromesso tra le varie parti politiche, con elementi comunisti, socialisti e cattolici.

Milano, 1963: arrivo di emigranti dal Sud Italia alla stazione Centrale.

I primi quindici anni della Prima Repubblica furono detti del «centrismo», in quanto caratterizzati da governi mono-colore della DC che occupava stabilmente il centro dello schieramento partitico.
Erano gli anni in cui stava prendendo progressivamente avvio il miracolo economico italiano, favorito da un'elevata disponibilità di manodopera, dovuta a un forte flusso migratorio dalle campagne alle città e dal Sud verso il Nord. La crescita media del PIL del 6,3% tra il 1958 ed il 1963 consentì la riduzione del divario storico con paesi quali Regno Unito, Germania Ovest (oggi Germania dopo la caduta del comunismo in Europa) e Francia. L'Italia primeggiava soprattutto in due grandi settori ad alta tecnologia, quali la microelettronica e la chimica, grazie a industrie come la Olivetti e la Montecatini, ma anche nella farmaceutica, nel nucleare, nell'aeronautica, nelle telecomunicazioni; in seguito molte aziende leader di questi settori scompariranno, si ridurranno notevolmente o finiranno sotto il controllo di capitali stranieri.

### La fine del centrismo ed il compromesso storico

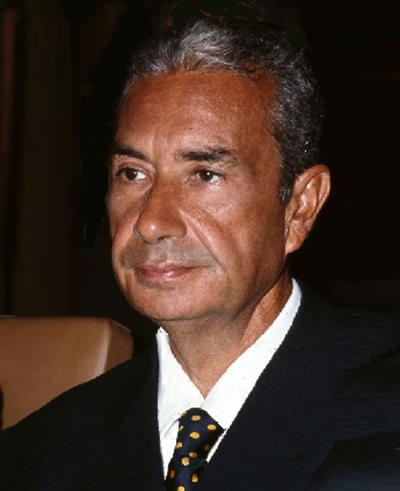
Aldo Moro, segretario della DC

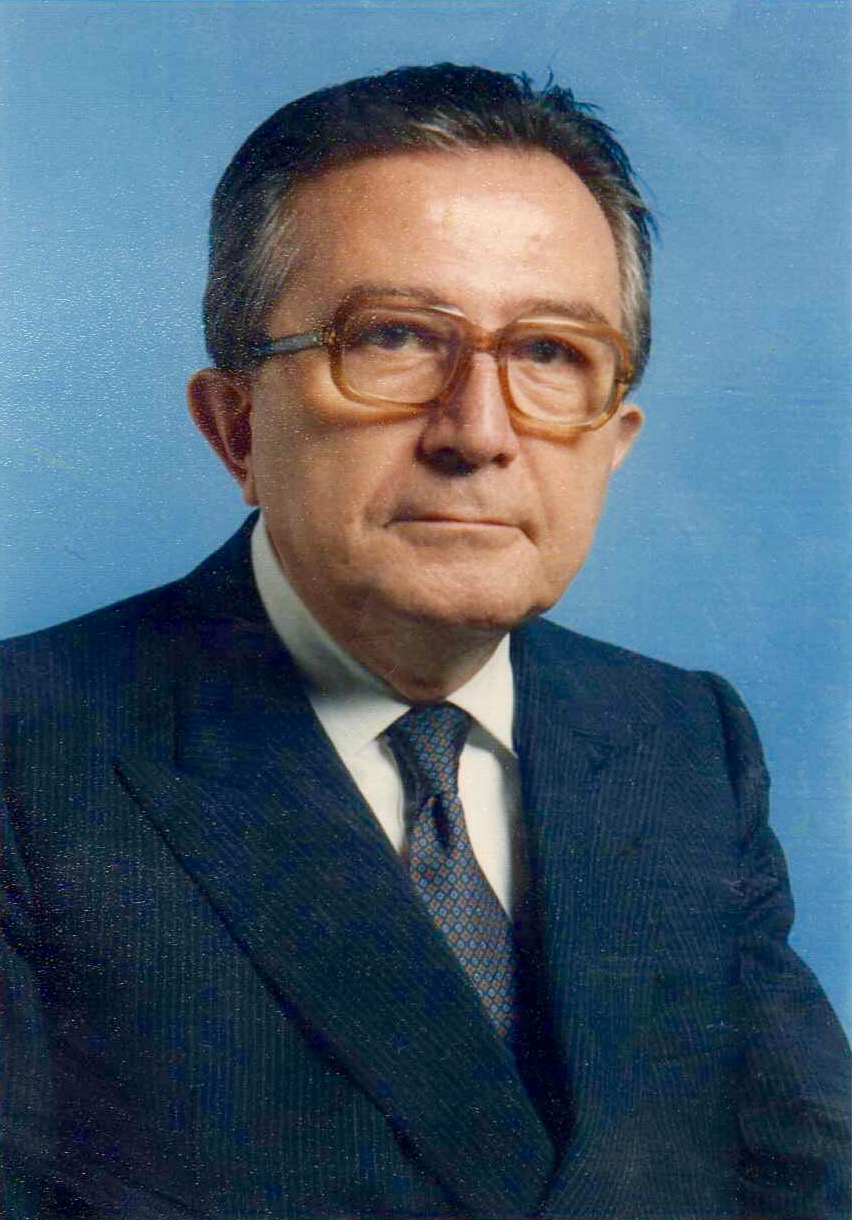
Giulio Andreotti, il politico con il maggior numero di incarichi governativi nella storia della repubblica

Negli anni sessanta, all'indomani del miracolo economico, la DC, non essendo più in grado di governare da sola, aprì all'entrata dei socialisti al governo, formando il centrosinistra «organico», retto da un quadripartito DC-PSI-PSDI-PRI. A partire dagli anni settanta si verificò un graduale indebolimento elettorale dei partiti di governo. Ciò era dovuto sia a nuove forme di contestazione, avviate da quella del 1968 che in Italia, a differenza delle altre liberaldemocrazie occidentali, fu egemonizzata dall'ideologia comunista; sia alla mancanza di alternative praticabili.
Per ovviare a questo sistema bloccato, che si basava su maggioranze sempre più deboli, prese corpo l'idea di un compromesso storico tra DC e PCI, ossia un'alleanza consociativa tra i due maggiori partiti; l'avvio di un tale progetto fu nel 1976 la fine del centrosinistra quadripartitico, e la nascita dei governi di «solidarietà nazionale» che si reggevano sull'appoggio esterno del PCI, con progressivo coinvolgimento di quest'ultimo nella maggioranza parlamentare, in vista di una sua imminente entrata nell'esecutivo. Il rapimento e l'uccisione del presidente della DC Aldo Moro (che era tra i principali sostenitori del compromesso storico), ad opera delle Brigate Rosse, fece tuttavia allontanare una simile prospettiva.

Roma, 3 maggio 1977. Enrico Berlinguer, segretario del Partito Comunista Italiano, e Aldo Moro, presidente della Democrazia Cristiana, sanciscono la costituzione del "compromesso storico"

### Gli anni ottanta e l'ascesa di Craxi

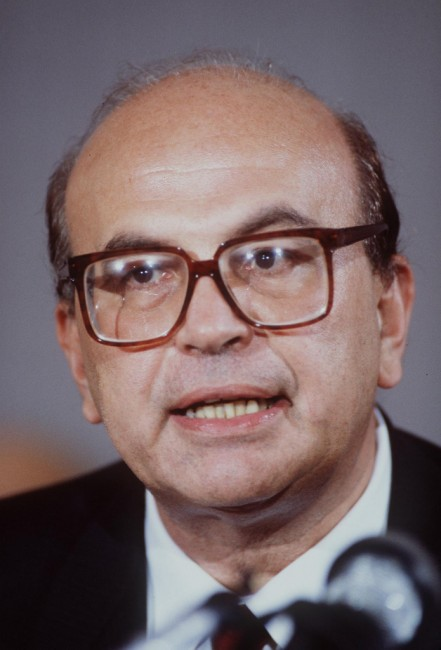
Bettino Craxi, segretario del PSI

Nel 1981, a causa della "lite delle comari" la Banca d'Italia, che quindi non era più tenuta ad acquistare i titoli di Stato rimasti sul mercato, il debito pubblico iniziò a salire a causa del vertiginoso aumento degli interessi sugli stessi, che arrivarono al 17%. Il PSI, intanto, che si trovava ai minimi storici, schiacciato nella tenaglia del tentativo di compromesso storico tra i due maggiori partiti, chiamò a risollevare le proprie sorti il nuovo segretario Bettino Craxi, la cui ascesa politica rappresentò un fattore di innovazione nel sistema della Prima Repubblica, ormai incapace di dare risposte adeguate ai cambiamenti in atto nella società italiana. Tra i principali avversari del compromesso storico, Craxi si propose di costruire un'alternativa di sinistra alla DC, che non fosse più costituita da un partito colluso con l'URSS, ma da una sinistra riformista che potesse trattare col PCI da una posizione di forza, come aveva fatto ad esempio in Francia il socialista François Mitterrand che era andato al governo con i comunisti dopo averli sfidati e superati.
Perché una tale prospettiva potesse realizzarsi anche in Italia occorreva però che il PSI trovasse la sua «onda lunga» che gli permettesse di scavalcare a sua volta il PCI. In attesa che questo si realizzasse, durante gli anni ottanta il PSI di Craxi tornò ad allearsi con la DC, insieme agli altri tre partiti «laici» (PLI, PRI e PSDI) per formare un pentapartito. Negli anni ottanta, inoltre, la Presidenza del Consiglio andò per la prima volta a due politici non democristiani: Giovanni Spadolini (repubblicano, tra il 1981 e il 1982) e lo stesso Craxi (socialista, dal 1983 al 1987).
In questo rinnovato clima politico fu soprattutto il PSI a rafforzarsi, favorito anche dal tramonto delle ideologie che comportò un indebolimento del «voto di appartenenza» e un accrescimento del dinamismo elettorale da parte dei cittadini. Craxi, per parte sua, abbandonò ogni residuo vetero-marxista nel PSI, rinnovandone l'immagine anche nel simbolo. Il PCI invece, che manteneva intatti i legami con l'URSS, conobbe un progressivo declino. Il «sorpasso a sinistra» da parte del PSI restava tuttavia un traguardo ancora lontano; la democrazia italiana rimaneva bloccata, continuando a incentivare pratiche consociative e clientelari.
Craxi introdusse anche alcuni elementi di libero mercato e fu tra i primi a parlare della necessità di riforme istituzionali, come ad esempio la riforma costituzionale in senso presidenzialista, sebbene egli stesso riconobbe che questi progetti resteranno alla fine un «inutile abbaiare alla luna».

### Le elezioni politiche del 1994 e la fine
Verso la fine degli anni ottanta la coalizione di maggioranza si consolidò nel patto informale del CAF (dall'acronimo di Craxi-Andreotti-Forlani), una solida alleanza che prevedeva un'alternanza al governo dei tre sottoscrittori del patto. Il fatto che un tale progetto politico sembrasse non prevedere alternative suscitò tuttavia una sensazione di immobilismo, dando l'impressione che i partiti si accordassero tra loro indipendentemente dal resto del Paese.
Con la caduta del Muro di Berlino, che assunse il significato ideale di un crollo dell'alternativa al capitalismo, sembrarono aprirsi nuovi spazi di intesa tra il PSI e un PCI libero dalla pregiudiziale sovietica, ma il rapporto travagliato tra i due partiti che si era andato logorando lungo tutti gli anni ottanta fece ben presto naufragare una tale prospettiva.
Tra l'altro, fu solo dopo la crisi delle Repubbliche del Patto di Varsavia, e la conseguente caduta della Cortina di ferro, che il PCI decise di effettuare la transizione dal comunismo al socialismo democratico, cambiando nome in Partito Democratico della Sinistra (PDS). Dal partito si distaccò l'ala dell'estrema sinistra libertaria e il ramo veterostalinista, guidati da Sergio Garavini e Armando Cossutta, che diedero vita al Partito della Rifondazione Comunista (PRC). La trasformazione avvenuta nella sinistra fece cadere in molti elettori moderati le ragioni per votare democristiano in funzione anticomunista. Tale orientamento fu intercettato da due movimenti post-ideologici nati nel 1991, la Lega Nord e La Rete, con base elettorale rispettivamente nel nord e nel Sud Italia. La Lega era una federazione di partiti regionalisti esistenti sin dal 1979, guidata da Umberto Bossi, che propugnava principalmente la risoluzione della questione settentrionale dovuta all'oneroso carico fiscale richiesto per finanziare la crescita economica nel Mezzogiorno. Il secondo, fondato da Leoluca Orlando sulla base di alcune associazioni cattoliche sociali, proponeva come tema centrale la lotta alla mafia e alla corruzione. La Federazione delle Liste Verdi, movimento di ispirazione ambientalista e riformista fondato nel 1986, era un'altra giovane formazione estranea agli schemi tradizionali, e dopo la nascita dei Verdi Arcobaleno (fondati nel 1989) ci fu la fusione nella Federazione dei Verdi, nel 1990.
In quello stesso anno venne scoperta l'organizzazione Gladio: si trattava di un'organizzazione paramilitare Stay-behind segreta creata in collaborazione con la CIA americana a metà degli anni cinquanta per consentire di fermare sul nascere un'eventuale insurrezione comunista qualora i sovietici ed alleati avessero invaso i confini orientali. Ne facevano parte 622 volontari, ed erano stati predisposti depositi d'armi (quasi tutti eliminati nel 1973) cui questi agenti potessero attingere, per le loro azioni. Il magistrato veneziano Felice Casson riteneva che l'organizzazione fosse un'entità fuorilegge e avesse finalità eversive: in particolare quella di impedire che in Italia si affermassero le forze di sinistra (come il PCI). Francesco Cossiga, Presidente della Repubblica nel 1990 e sottosegretario alla Difesa nel triennio 1966-1969, rivendicò con orgoglio il ruolo svolto per migliorare la struttura che a suo avviso, pur essendo segreta, era legittima. 
(Marco Follini, Beneficio d'inventario, Vicenza, Neri Pozza, 2025, p. 163)
Nei mesi successivi si scatenarono continue polemiche: Achille Occhetto (segretario comunista) tuonò contro la «democrazia limitata» che sarebbe esistita in Italia durante il dopoguerra e contro l'«eversione atlantica», mentre lo stesso Cossiga minacciò di autosospendersi purché lo facesse anche Andreotti (in quel momento Presidente del Consiglio).
Successivamente Casson trasmise il fascicolo sull'organizzazione, per ragioni di competenza territoriale, alla Procura di Roma, la quale dichiarò che la struttura Stay-behind non aveva nulla di penalmente rilevante.
Le polemiche politiche e il malgoverno fecero scendere la fiducia dei cittadini nelle istituzioni e nei partiti: alle elezioni europee del 1989 un elettore su quattro si era astenuto o aveva votato scheda bianca, mentre i referendum abrogativi dell'anno seguente, sulla caccia e sui fitofarmaci, non avevano raggiunto il quorum fermandosi tra il 42 e il 43% dei voti.
Il 9 giugno 1991 si tenne il referendum abrogativo delle preferenze multiple per i candidati alla Camera dei deputati in favore della preferenza unica, assimilando così il sistema elettorale al maggioritario uninominale pur lasciandolo formalmente proporzionale. Alla vigilia del voto si temeva che non si potesse raggiungere il quorum del 50% dei voti, con i partiti di governo che scelsero la linea dell'astensione invitando gli italiani ad andare al mare. Invece la partecipazione al referendum fu elevata: votò il 62,5% degli aventi diritto, e tra di loro oltre il 95% si pronunciò per la preferenza unica. Subito dopo il Capo dello Stato Cossiga presentò un messaggio alle Camere che evidenziava la necessità di riforme costituzionali, nell'ambito di una serie di «esternazioni» che la dottrina ha definito «episodi di forzatura della costituzione».
Il 17 febbraio 1992 cominciò l'inchiesta giudiziaria Mani pulite sul sistema delle tangenti, che coinvolse molti esponenti di tutti i maggiori partiti e fece emergere il fenomeno detto Tangentopoli. L'enorme perdita di credibilità subita in particolare dalle forze del pentapartito le portò a una crisi irreversibile, fino allo scioglimento della DC e del PSI, rispettivamente il più importante e il più antico dei partiti politici italiani. L'iniziativa della magistratura allora godette del diffuso sostegno dell'opinione pubblica alimentato dai mass media.
Nelle elezioni politiche del 5 aprile 1992 la DC ottenne il minimo storico dei suffragi pur conservando la maggioranza relativa, PDS e PRC assommati ricevettero molti meno voti del vecchio PCI, mentre gli altri partiti di governo rimasero pressoché stabili nelle preferenze. La Lega Nord ottenne un risultato sorprendente vincendo in numerosi collegi settentrionali e ottenendo quasi il 9% a livello nazionale. Anche Rete e Verdi riuscirono a fare eleggere alcuni loro candidati. Conseguenza del voto fu un parlamento molto frammentato e senza una maggioranza robusta.
Questo periodo non vide solo la crisi della politica, ma anche delle istituzioni e dell'economia per colpa di una violenta offensiva della mafia contro le istituzioni e una spaventosa impennata del deficit pubblico.
Il 27 marzo 1993 Giulio Andreotti fu raggiunto da un avviso di garanzia dalla Procura di Palermo per attività di mafia; il 5 aprile fu indagato dalla Procura di Milano per finanziamento illecito e la settimana dopo dalla Procura di Roma per l'omicidio del giornalista Mino Pecorelli (avvenuto nel 1979). Le inchieste di Palermo furono viste come un processo alla DC e all'intero sistema politico, e il contraccolpo fu notevole: Giovanni Pilo, sondaggista della Fininvest, scrisse che la fiducia nei partiti era scesa al minimo storico, il 2% (solo nel 1989 era all'11,4%).
Il 18 aprile gli elettori furono chiamati a pronunciarsi sul referendum per la riforma elettorale del Senato della Repubblica (bocciato dalla Corte costituzionale due anni prima) instaurando il sistema maggioritario e aprendo la strada a un'analoga riforma per la Camera dei deputati. L'82,74% votò a favore della riforma e il 4 agosto successivo le Camere deliberarono la legge elettorale denominata «Mattarellum», che introdusse il sistema maggioritario misto, soppiantando il proporzionale puro che era considerato una delle cause dell'instabilità istituzionale e della partitocrazia. Questa innovazione legislativa, oltre alla gravità della crisi che stava colpendo i partiti, il Parlamento e il Governo, spinse il Presidente della Repubblica Oscar Luigi Scalfaro – che già con l'incarico a Ciampi aveva sposato «una soluzione inedita, secondo la quale le forze politiche partecipavano al governo, ma con esponenti non appartenenti alle prime file dei rispettivi partiti» – a sciogliere anticipatamente le Camere il 16 gennaio 1994 e indire le elezioni per il 27 e 28 marzo.
Il 26 gennaio 1994 l'imprenditore Silvio Berlusconi annunciò ufficialmente il suo ingresso in politica (cosiddetta «discesa in campo») fondando un nuovo partito, Forza Italia, formato prevalentemente da tecnici di estrazione aziendale e politici di secondo piano del pentapartito, quasi tutti nomi nuovi per raccogliere il consenso dei delusi dalla politica, e rappresentativi del ceto medio moderato in modo da intercettare il voto democristiano. Per la prima volta in Italia il partito di Berlusconi svolse una campagna elettorale fortemente mediatica e personalizzata. A febbraio, il MSI diede vita al nuovo progetto politico chiamato Alleanza Nazionale, che sarà il nuovo partito nel quale si sarebbe sciolto un anno dopo.
Si formarono così tre alleanze elettorali: un cartello di centro denominato Patto per l'Italia, formato da Partito Popolare Italiano (erede della maggiore corrente DC) e Patto Segni (promotore dei referendum e anch'esso post-democristiano); su posizioni di centro-destra il Polo delle Libertà (presente al Nord e composto da Forza Italia e Lega Nord) e il Polo del Buon Governo (presente al Centro e al Sud e formato da Forza Italia e AN-MSI); orientata a sinistra l'Alleanza dei Progressisti, che comprendeva PDS, PRC, Verdi e La Rete; inoltre in ognuno dei tre schieramenti erano presenti effimere liste composte da schegge assortite del vecchio pentapartito. La fine sostanziale della Prima Repubblica coincise con le elezioni politiche del 27 marzo 1994, che segnò l'affermazione del bipolarismo in Italia. Da allora si iniziò a parlare comunemente di Seconda Repubblica.

## Connotazioni politiche
Occorre premettere che secondo la consuetudine storiografica la denominazione di una forma di Stato preceduta da aggettivi numerali indica generalmente i regimi dello stesso tipo che si sono succeduti discontinuamente in un paese con assetti costituzionali e istituzionali differenti, quali ad esempio i Reich tedeschi o le Repubbliche francesi.
Nel caso italiano invece la distinzione tra Prima e Seconda Repubblica, introdotta in ambito giornalistico e divenuta poi di uso comune, è formalmente scorretta poiché considera come elemento di discontinuità storica la trasformazione politica avvenuta durante il biennio 1992-1994, che non si risolse in un cambiamento di regime, bensì in un profondo mutamento del sistema partitico e nel ricambio di parte dei suoi esponenti nazionali.
I cardini normativi del sistema politico della Prima Repubblica erano la Costituzione (in vigore dal 1º gennaio 1948), e la legge elettorale del 1946 di tipo proporzionale: questo carattere proporzionale fu mantenuto per mezzo secolo, nonostante le modifiche succedutesi nel tempo, fino a quando non subentrò la modificazione della legge elettorale in senso maggioritario nel 1993.

### I partiti
I principali partiti politici della prima Repubblica erano le tre formazioni che avevano combattuto insieme sul fronte antifascista durante la guerra di liberazione italiana nel biennio 1943-1945 partecipando alla resistenza italiana, cioè la Democrazia Cristiana, il Partito Comunista Italiano ed il Partito Socialista Italiano. Dopo la fine della lotta partigiana, la competizione politica rimase costantemente caratterizzata dalla contrapposizione tra la DC e il PCI, il quale nei primi anni aveva formato un blocco unico anche col PSI. Da allora, le percentuali rappresentative dell'elettorato saranno in misura media del 35-40% per la DC, del 25-30% per il PCI e del 10-15% per il PSI.
Gli altri partiti erano il Movimento Sociale Italiano, di destra neofascista, e i partiti «laici di centro»: liberale, repubblicano, socialdemocratico e radicale.
Soprattutto nei primi decenni della Prima Repubblica, il consenso ai partiti esprimeva un «voto di appartenenza», basato cioè su una fedeltà ideologica anziché su una convenienza pragmatica, che riguardava in particolare i due «partiti-chiesa» (così venivano definiti) DC e PCI, che allora riflettevano i due blocchi contrapposti (Stati Uniti e Unione Sovietica) sulla scena internazionale.
La crisi della «Prima Repubblica» si è prodotta proprio «a causa di un asservimento dell'interesse pubblico alle strategie di consenso e di potere della politica, trascinando via il prestigio e la grandezza dei partiti storici», ma già agli albori della Repubblica furono espresse posizioni ostili al «processo involutivo della rappresentanza parlamentare con l'instaurazione di partiti solidamente formati e rigidamente controllati dall'alto».

### La democrazia "bloccata"
La DC, grazie alla collocazione di centro e alle alte percentuali dei suoi risultati elettorali, ricopriva un ruolo insostituibile nella costruzione delle maggioranze parlamentari, formando di volta in volta con i partiti minori delle coalizioni diverse, che si riflettevano similarmente sulla composizione dei governi. Il PCI invece rimase sempre all'opposizione, salvo tre anni di governo di unità nazionale, ed escluso dall'esecutivo (nonostante il tentativo di compromesso storico negli anni settanta) a causa dei legami ideologici, oltre che finanziari, con l'Unione Sovietica, legami che avrebbero provocato, nel caso di una sua entrata al governo, una rottura dell'equilibrio internazionale che vedeva l'Italia situata all'interno della sfera di influenza filoamericana.
Per via di questo peculiare assetto politico (che rifletteva un assetto sociale non meno bloccato), quella della Prima Repubblica è stata definita una democrazia «bloccata», per l'assenza di una logica dell'alternanza che prevedesse alternative di governo come invece accadeva nelle altre democrazie occidentali, dove i partiti comunisti godevano di una forza e un consenso minore che in Italia.
Una tale situazione – influenzata dal «fattore K», secondo la definizione di Alberto Ronchey – rese le coalizioni di governo assai fragili durante tutta la prima Repubblica.

### Il consociativismo
In ambito giuridico ci si chiese se le peculiari caratteristiche politiche, sopra illustrate, influenzassero anche la declinazione italiana del costituzionalismo europeo. Così Amato sintetizzò il dibattito: "Lavagna, con uno dei suoi tipici ed efficacissimi «crescendo», passava poi a dimostrare che la proporzionale è in positivo richiesta dagli artt. 3 e 48, i quali «esigono uguaglianza sostanziale fra gli elettori e quindi valenza potenzialmente uguale dei voti che essi esprimono». Per anni siamo dunque cresciuti con questi convinti no al principio maggioritario come principio di rappresentanza. Ma il no si è fatto largo anche sul piano funzionale. La tesi fu forse minoritaria quando la enunciò Gianni Ferrara, utilizzando lo stesso concetto del «concorso» per negare alla maggioranza il diritto di esprimere e far valere il suo indirizzo, e sostenendo una necessaria concorsualità di fonte ciellenistica che impone un largo consenso; con il che la maggioranza qualificata diventa maggioranza ordinaria e nega – come ho già rilevato – il principio maggioritario. La tesi, infatti, si fa strada nella realtà e saranno poi i fatti, per lunghissimi anni, a darle crescentemente ragione. Pensiamo ai regolamenti parlamentari del 1970; pensiamo al progressivo allargamento che ha il concetto di maggioranza costituzionale, esteso a deliberazioni non di rango formalmente costituzionale e non tali perciò da esigere, ai sensi dell’art. 138, maggioranze qualificate, ma ritenute per convenzione politica del parlamento bisognose del consenso sia della maggioranza che della (maggiore) opposizione; così è stato per le leggi attinenti all'ordinamento regionale o locale, com’è stato, al di là della Costituzione, per eleggere il capo dello Stato nel 1985. Quando questa tendenza si fu affermata, non fu il solo Gianni Ferrara a condividerla. Joseph LaPalombara, nel suo Democrazia all’italiana, usando parole molto diverse da quelle del giurista, scriveva: «[Quello italiano è un sistema di] negoziazione e ricerca del compromesso [...] esso richiede che anche l’opposizione venga consultata»".

## Altre definizioni
Il sistema politico della Prima Repubblica fu perciò definito in senso spregiativo un «pluralismo polarizzato» dal politologo Giovanni Sartori, che gli attribuì le seguenti caratteristiche:
- Presenza di più di cinque partiti rilevanti.
- Presenza di partiti antisistema, ossia ideologicamente ostili alla stessa forma dello stato in cui operano, quali PCI e MSI.
- Presenza di due opposizioni polari, mutuamente esclusive e con ideologie estremiste (appunto PCI e MSI).
- Sistema imperniato sul centro, che è occupato dalla DC.
- Tendenza centrifuga, poiché le opposizioni possono guadagnare consenso estremizzando le loro posizioni piuttosto che moderandole.
- Opposizioni non responsabili, che propongono programmi irrealizzabili sapendo di non avere la possibilità di governare.
- Centro scarsamente responsabile, che non mantiene le promesse del programma in quanto «obbligato» a governare.